# Хеден I
Хеден (Хетан) I (д/н — 687) — 2-й герцог Тюрингії в бл. 645—687 роках.

## Життєпис
Син Радульфа герцога Тюрингії. Про початок правління Хедена I відомо не багато, оскільки відсутні знання, коли помер його батько. Ймовірно це сталося між 645 та 650 роками. Від Радульфа отримав напівнезалежне герцогство. Своєю резиденцією обрав Вюрцбург, який було заснувано 650 року Радульфом або самим Хеденом I.
В подальшому вів короткочасні війни зі слов'янами. Втім з початку 670-х років основними супротивниками стають авари. У 686 році його дружина Білхільда надавала підтримку християнським місіонерам Кіліану, Колонату і Тотнану. Загинув Хеден I 687 року у Франконії в одній з битв з аварами.

## Родина
З 672 року його дружиною була франкська аристократка Білхільда, в подальшому канонізована. Один син помер в молодому віці. Був не відомий на ім'я інший син. Ще один Гозберт успадкував владу після загибелі Хедена I.